# Handelsgeschäft
Unter einem Handelsgeschäft wird im deutschen Handelsrecht die Rechtshandlung eines Kaufmanns oder einer Handelsgesellschaft verstanden, die im Bezug zu einem Handelsgewerbe steht.
Im Ausgangspunkt finden auf Handelsgeschäfte die Regelungen des allgemeinen Zivilrechts Anwendung, insbesondere die des Bürgerlichen Gesetzbuchs (BGB). Einige der Regelungen sind für den Handelsverkehr indes zu unspezifisch, weshalb der Gesetzgeber mit dem vierten Buch des Handelsgesetzbuchs (HGB) einzelne Bestimmungen des allgemeinen Zivilrechts für den kaufmännischen Verkehr modifiziert hat. Insbesondere betrifft dies den Verzicht auf das Schriftformgebot beim Bürgschaftsrecht: Die zwingende Schriftform des § 766 BGB wird abbedungen, das heißt außer Kraft gesetzt, da der Bürge im Handelsverkehr nicht in dem Maß des Schutzes vor Finanzrisiken bedarf, geregelt in § 350 HGB (Formfreiheit). Weitere Sonderregelungen des vierten Buchs des HGB betreffen Zinsen, den gutgläubigen Erwerb, das Kaufrecht sowie das Transportrecht.

## Voraussetzungen eines Handelsgeschäfts

### Geschäft
Handelsgeschäfte äußern sich in Willenserklärungen die zu Rechtsgeschäften führen, bloßen Angeboten und rechtsgeschäftsähnlicher Handlungen, wie Mahnungen. Uneinigkeit herrscht bezüglich der Frage, ob Realakte, etwa das Versenden einer Ware, ein Handelsgeschäft darstellen können. Teilweise wird dies verneint, teilweise bejaht. Da Realakte jedoch meist im Zusammenhang mit rechtsgeschäftlichen oder rechtsgeschäftsähnlichen Handlungen stehen, liegt häufig deswegen bereits ein Handelsgeschäft vor, sodass die Streitfrage über die Einordnung von Realakten von geringer praktischer Bedeutung ist.

### Kaufmann
Handelsgeschäfte erfordern die Beteiligung wenigstens eines Kaufmanns im Sinne des § 1 HGB, also eines ein Handelsgewerbe Betreibenden. Gleichgestellt sind Kleingewerbetreibende (§ 2 HGB) und Landwirte (§ 3 HGB), die im Handelsregister eingetragen sind. Ferner als Kaufleute gelten ehemalige Gewerbetreibende, die sich nach Einstellung ihres Handelsbetriebs nicht aus dem Handelsregister haben löschen lassen (§ 5 HGB). Darüber hinaus haben gemäß § 6 HGB Handelsgesellschaften, etwa die GmbH und die KG Kaufmannseigenschaft. Kraft Rechtsscheins wird schließlich als Kaufmann behandelt, wer den Anschein erweckt, ein solcher zu sein.

### Zugehörigkeit zu einem Handelsgewerbe
Schließlich muss das Geschäft des Kaufmanns im Zusammenhang mit dem Betreiben seines Handelsgewerbes stehen. Dies ist der Fall, wenn es dessen Erhalt oder Gewinnerzielung fördert. Die Rechtsprechung legt den Begriff des Handelsgeschäfts extensiv aus. So werden auch Geschäfte erfasst, die für das Gewerbe des Kaufmanns unüblich sind. Ferner stellt § 344 Abs. 1 HGB zwecks Erleichterung der Beweisführung die Vermutung auf, dass ein von einem Kaufmann vorgenommenes Rechtsgeschäft im Zweifel ein Handelsgeschäft darstellt. § 344 Abs. 2 HGB erweitert diese Vermutung auf vom Kaufmann unterzeichnete Schuldscheine. Diese gelten als in seinem Handelsgewerbe unterzeichnet, falls sich nicht aus der Urkunde Gegenteiliges ergibt.

## Formen des Handelsgeschäfts
Ist das Handelsgeschäft nur für einen Beteiligten ein Handelsgeschäft, so liegt ein so genanntes einseitiges Handelsgeschäft vor (§ 345 HGB). Um ein solches handelt es sich beispielsweise, wenn eine Privatperson von einem Autohändler einen Pkw kauft. Ein solches einseitiges Geschäft genügt grundsätzlich, um die Sonderbestimmungen des vierten Buchs des HGB anzuwenden. Bestimmte Regelungen erfordern allerdings, dass auf beiden Seiten des Geschäfts ein Kaufmann steht. Diese Geschäfte werden als beidseitige Handelsgeschäfte bezeichnet. Um ein solches Geschäft handelt es sich beispielsweise, wenn der PKW von einer Bank vom Autohändler für den eigenen Geschäftsbetrieb gekauft wird.

## Bestimmungen für das Handelsgeschäft

### Allgemeine Bestimmungen, §§ 343–372 HGB

#### Rechtsgeschäftliche Grundlagen
Das vierte Buch beginnt mit einem Abschnitt, der zahlreiche Einzelregelungen für Handelsgeschäfte enthält. Diese Bestimmungen stellen überwiegend Modifikationen von Vorschriften des BGB dar, die an die Bedürfnisse des Handelsverkehrs angepasst sind. Im Anschluss sind einzelne kaufmännische Geschäfte geregelt: der Handelskauf, das Kommissionsgeschäft, das Frachtgeschäft, das Speditionsgeschäft und das Lagergeschäft.
§ 346 HGB ordnet an, dass unter Kaufleuten auf Handelsbräuche Rücksicht zu nehmen ist. Unter einem Handelsbrauch versteht man eine anerkannte Gewohnheit des Handelsverkehrs, die auf gleichmäßiger, freiwilliger und einheitlicher Übung bei vergleichbaren Geschäftsvorfällen beruht. Es genügt, wenn ein solcher Brauch an einem bestimmten Ort oder innerhalb einer bestimmten Branche besteht. Auch ausländische Handelsbräuche können zu berücksichtigen sein. Sie finden unmittelbar Anwendung und bedürfen daher keiner gesonderten vertraglichen Einbeziehung. Selbst Kenntnisnahme ist entbehrlich. Die normierte Wirkung von Handelsbräuchen verbietet daher Anfechtungen wegen Irrtums aufgrund Unkenntnis des Handelsbrauchs grundsätzlich. Die Regelung des § 346 HGB bezieht sich zwar auf beiderseitige Handelsgeschäfte, kann aber Erstreckungswirkung auf Geschäfte unter Beteiligung eines Nichtkaufmanns entfalten, sofern sich dieser den Bräuchen freiwillig unterwirft. Die Vertragsparteien können die Geltung eines Handelsbrauchs im Rahmen ihrer Geschäftsbeziehung andererseits ausschließen. Die Berücksichtigung eines Handelsbrauchs in einem Vertrag erfolgt durch dessen Auslegung im Lichte des Brauchs. Darüber hinaus können Handelsbräuche dem Schließen von Vertragslücken dienen, gar dispositives Recht verdrängen. Beispiele für Handelsbräuche sind branchenübergreifend die Handelsklauseln sowie im Holzhandel die Tegernseer Gebräuche.
§ 362 Abs. 1 S. 1 HGB normiert eine Besonderheit über Verträge, welche die Besorgung von Geschäften für den Vertragspartner beinhalten, unter Kaufleuten. Dies kann die Erbringung von Dienstleistungen für jemand anderen in dessen Interesse, etwa der Transport einer Ware oder eine Treuhand oder auch der Verkauf von Waren im Namen und auf Rechnung des Anfragenden sein. Grundsätzlich ist für einen Vertragsschluss erforderlich, dass die beteiligten Vertragsparteien korrespondierende Willenserklärungen abgeben. Dem Schweigen einer Partei kommt daher kein Erklärungsinhalt zu. Hiervon macht § 362 HGB eine Ausnahme, indem er für den Vertragsschluss anstelle einer Erklärung des Empfängers über die Annahme des Vertragsangebots das Schweigen hierauf genügen lässt. Dazu ist erforderlich, dass der Empfänger des Antrags ein Kaufmann ist. Darüber hinaus muss der Antrag auf die Besorgung eines Geschäfts gerichtet sein, das seiner Art nach im Zusammenhang mit dem Handelsgewerbe des Empfängers steht.  Weiterhin muss zwischen dem Antragenden und dem Empfänger bereits eine längere Geschäftsverbindung bestehen. Liegen diese Voraussetzungen vor, kommt es zum Vertragsschluss, sobald der Empfänger eines Vertragsangebots selbiges nicht unverzüglich ablehnt. Die gleiche Wirkung tritt nach § 362 Abs. 1 S. 2 HGB ein, wenn sich der Kaufmann dem Antragenden im Vorfeld zur Besorgung des Geschäfts erboten hat. Da die Norm eine unverzügliche Antwort auf das Vertragsangebot als Pflicht definiert, kann aus dem Schweigen auch eine Pflichtverletzung resultieren und der zur Antwort verpflichtete trägt das Übermittlungsrisiko. Das Schweigen kann nicht unter Berufung auf die Unkenntnis des Schweigens ausgeschlossen werden, da andernfalls der Normzweck umgangen würde. Diese Norm ist nicht zu verwechseln mit dem in seiner Wirkung sehr ähnlichen, jedoch nicht auf bestimmte Vertragstypen beschränkten und gesetzlich nicht geregelten kaufmännische Bestätigungsschreiben.

#### Schuldrechtliche Modifikationen
§ 347 HGB ergänzt § 276 Abs. 2 BGB, der die Fahrlässigkeit definiert. Letztere Norm bezeichnet Fahrlässigkeit als das außer Acht lassen der im Verkehr erforderlichen Sorgfalt. Die handelsrechtliche Bestimmung nimmt als Maßstab für diese Beurteilung die Sorgfalt eines ordentlichen Kaufmanns.
§ 348 HGB beschränkt die richterliche Kontrolle von Vertragsstrafen. § 343 BGB gibt ihm die Möglichkeit, eine unangemessen hohe Vertragsstrafe auf ein angemessenes Maß herabzusetzen. Diese Norm schützt den Schuldner einer solchen Strafe davor, durch diese finanziell überfordert zu werden. Die handelsrechtliche Norm schließt diese Möglichkeit aus, wenn es sich bei demjenigen, der die Strafe schuldet, um einen Kaufmann handelt. Diese Regelung beruht auf der Erwägung, dass der Kaufmann das Risiko einer Vertragsstrafe besser abschätzen kann, sodass er in geringerem Umfang auf Schutz angewiesen ist. Da Vertragsstrafen meist in AGB geregelt werden und dadurch bereits der AGB-Kontrolle unterliegen, hat die Vorschrift des § 348 HGB allerdings praktisch geringe Bedeutung.
Weiterhin enthält das HGB mehrere Bestimmungen zur im BGB geregelten Bürgschaft. Diese modifizieren die den Bürgen in hohem Maße schützenden Regelungen des BGB zugunsten der Vereinfachung von Prozessen des Handelsverkehrs. § 349 HGB verwehrt dem kaufmännischen Bürgen den Rückgriff auf die in § 771 S. 1 BGB geregelte Einrede der Vorausklage. Diese erlaubt dem Bürgen, die Leistung an den Gläubiger des Hauptschuldners solange zu verweigern, bis dieser sich darum bemüht hat, seine Forderung gegen seinen Hauptschuldner im Wege der Zwangsvollstreckung durchzusetzen. In dieser Regelung kommt die Subsidiarität der Bürgenhaftung gegenüber der Haftung des Hauptschuldners zum Ausdruck. § 349 HGB durchbricht diese Subsidiarität, indem er dem Gläubiger gestattet, sich direkt an den (in der Regel solventeren) kaufmännischen Bürgen zu halten. § 350 HGB erlaubt dem Bürgen, den Bürgschaftsvertrag formfrei abzuschließen. Grundsätzlich erfordert der Abschluss eines solchen Vertrags gemäß § 766 BGB eine schriftliche Erklärung des Bürgen. Diese Norm bezweckt den Schutz des Bürgen vor einer übereilten Entscheidung, da die Bürgschaft regelmäßig mit einem erheblichen Haftungsrisiko verbunden ist. Beim Kaufmann hält der Gesetzgeber diese Schutzfunktion für entbehrlich, sodass er auf sie verzichtet. Ebenfalls ausgeschlossen sind die Formvorgaben des Schuldversprechens (§ 780 BGB) und der Schuldanerkenntnis (§ 781 BGB).
§ 352 HGB erhöht den in § 246 BGB geregelten gesetzlichen Zinssatz von vier auf fünf Prozent. Diese Regelung erfordert ein beidseitiges Handelsgeschäft. Diese Erhöhung gilt für alle Ansprüche, die in Zusammenhang mit einem Handelsgeschäft stehen, auch sekundäre Ansprüche wie vertragliche Schadensersatzforderungen. § 353 HGB gestattet die Forderung von Fälligkeitszinsen. Nach § 288 BGB kann ein Gläubiger von seinem Geldschuldner Zinsen für den geschuldeten Betrag fordern. Dies setzt voraus, dass sich der Schuldner in Verzug befindet, daher werden diese Zinsen als Verzugszinsen bezeichnet. Fälligkeitszinsen erfordern dagegen keinen Schuldnerverzug, sondern können bereits ab dem Tag der Fälligkeit der Schuld verlangt werden.
§ 354 Abs. 1 HGB gewährt einem Kaufmann einen angemessenen Vergütungsanspruch, wenn er für einen anderen eine Geschäftsbesorgung oder eine Dienstleistung erbringt. Das BGB enthält punktuell vergleichbare Regelungen, etwa in § 612 Abs. 1 oder in § 632 Abs. 1. Diese besitzen jedoch mehr Voraussetzungen als die handelsrechtliche Norm. Der Norm liegt die gesetzgeberische Überlegung zu Grunde, dass derjenige, der sich von einem Kaufmann eine Leistung erbringen lässt, noch weniger als bei einer Privatperson davon ausgehen kann, dass dieser unentgeltlich handeln will.
§ 354a Abs. 1 S. 1 HGB gestattet die Abtretung von Geldforderungen, die mit einem Abtretungsverbot belastet sind. § 399 Alternative 2 BGB eröffnet den Vertragspartnern die Möglichkeit, ein solches Verbot zu vereinbaren. Dies stellt eine Ausnahme von der Regelung des § 137 BGB dar, die rechtsgeschäftliche Verfügungsverbote zwecks Erhöhung der Rechtssicherheit für unwirksam erklärt. Die Bestimmung des § 399 Alternative 2 BGB vermittelt zwischen dem Interesse an Rechtssicherheit und dem Schutz des Schuldners vor einem überraschenden Gläubigerwechsel. § 354a Abs. 1 S. 1 HGB weicht von § 399 BGB dahingehend ab, dass er die Forderungsabtretung trotz eines bestehenden Verbots zulässt. Mit dieser Norm bezweckte der Gesetzgeber, Kaufleuten die Möglichkeit zu eröffnen, Forderungen, die ihnen gegen Dritte zustehen, trotz entgegenstehender Verfügungsverbote als Sicherungsleistung an Kreditgeber abzutreten. Hierdurch sollte die Kreditfinanzierung insbesondere kleinerer Unternehmen vereinfacht werden. Der Abtretung der Forderung als Sicherungsmittel standen bis dahin regelmäßig Abtretungsverbote entgegen. Der Tatbestand des § 354a HGB erfordert ein beiderseitiges Handelsgeschäft, in dessen Rahmen eine Geldforderung entstanden ist. Liegen die Voraussetzungen vor, entfaltet ein Abtretungsverbot oder eine die Abtretung an Voraussetzungen knüpfende Abrede (Beschränkungsabrede) zwischen dem Forderungsinhaber und dessen Vertragspartner hinsichtlich dieser Geldforderung keine Wirkung, sodass ihr Inhaber die Forderung an einen Geldgeber, beispielsweise eine Bank, abtreten kann. § 354a Abs. 1 S. 2 HGB schützt den von der Abtretung betroffenen Schuldner des früheren Forderungsinhabers, indem er ersterem gestattet, mit schuldbefreiender Wirkung an seinen früheren Gläubiger zu leisten.
§ 355 HGB regelt das Kontokorrent. Hierbei handelt es sich um eine Form der Leistungsabwicklung, die der Vereinfachung von Zahlungen innerhalb langfristig andauernder Geschäftsbeziehungen dient. Im Regelfall wäre jede Forderung, die in dieser Geschäftsbeziehung entsteht, einzeln abzuwickeln. Den hiermit verbundene Aufwand können die Beteiligten reduzieren, indem sie eine Kontokorrentabrede treffen. Kraft dieser werden wechselseitige Forderungen vor ihrer jeweiligen Abwicklung miteinander saldiert. Verbleibt einer Partei hiernach ein Überschuss, kann sie diesen von der anderen Partei herausfordern. Die Regelung des § 356 HGB ist in Fällen von Bedeutung, in denen eine Forderung, die in einem Kontokorrent verrechnet wird, gesichert war. Ohne die Regelung würde die Forderung durch die Saldierung erlöschen, sodass die für sie bestellte Sicherheit gegenstandslos wäre. Dies hätte jedoch zur Folge, dass sich der praktische Wert der Forderung mangels Sicherheit verringern könnte. § 356 Abs. 1 HGB sieht daher vor, dass sich der Gläubiger der Forderung aus der Sicherheit befriedigen kann, falls sich bei der Saldierung ein negativer Saldo für ihn ergibt. § 357 HGB erlaubt die Pfändung des Zwischensaldos, damit Gläubiger eines am Kontokorrent Beteiligten auf diese Forderung im Wege der Zwangsvollstreckung zugreifen können.
Die in den § 358, § 359, § 360 und § 361 HGB genannten Bestimmungen enthalten verschiedene Regelungen bezüglich der Leistungsmodalitäten, etwa über die Leistungszeit und die für den Vertrag maßgeblichen Maßeinheiten.

#### Wertpapierrecht
Die § 363, § 364 und § 365 HGB enthalten Bestimmungen zum Wertpapierrecht. § 363 Abs. 1 HGB nennt abschließend sechs gekorene Orderpapiere: Die kaufmännische Anweisung, den kaufmännischen Verpflichtungsschein, das Konnossement, den Ladeschein, den Lagerschein und die Transportversicherungspolice. § 364 und § 365 HGB befassen sich mit dem Indossament, einem Vermerk auf einem Orderpapier, der zur Übertragung des Wertpapiers erforderlich ist.

#### Gutgläubiger Erwerb

##### Ausgangsnorm, § 366 Abs. 1 HGB
Der gutgläubige Erwerb des Eigentums an einer Sache ist von Bedeutung, wenn derjenige, der über die Sache verfügt, hierzu nicht berechtigt ist. Grundsätzlich ist zur Übertragung von Eigentum an einer Sache eine Verfügungsberechtigung notwendig. Der Erwerb der Sache vom Nichtberechtigten ist deshalb ausgeschlossen, wenn keine Sonderregelung greift. Der Schutz des Eigentümers der Sache gerät in Konflikt mit den Erwartungen anderer Teilnehmer des Rechtsverkehrs, die unter Umständen darauf vertrauen, eine Sache erwerben zu dürfen. Daher sieht der Gesetzgeber die Möglichkeit vor, dass Eigentum vom Nichtberechtigten erworben werden kann. Voraussetzung ist dafür allerdings guter Glaube des Erwerbers bezüglich der Eigentümerstellung des Veräußerers. Er muss den Veräußerer also für den Eigentümer der Sache halten.
Unter Kaufleuten ist es gängig, Waren nicht als Eigentümer, sondern nur als Verfügungsberechtigter zu veräußern. Dass der Veräußerer nicht Eigentümer ist, ist daher dem Erwerber oftmals bekannt oder drängt sich ihm zumindest auf. Weiß der Erwerber um die fehlende Eigentümerstellung des Veräußerers oder kann er sie leicht erkennen, ist der Erwerb nach § 932 Abs. 1 BGB allerdings ausgeschlossen. Im kaufmännischen Bereich wäre ein Gutglaubenserwerb daher oftmals ausgeschlossen. Um den Schutz des Handelsverkehrs zu erhöhen, senkt § 366 Abs. 1 HGB die Anforderungen an die Gutgläubigkeit des Erwerbers: Anstelle des Glaubens an das Eigentum des Veräußerers genügt bereits der guten Glauben an dessen Verfügungsbefugnis für einen Erwerb.
Damit die handelsrechtliche Regelung anwendbar ist, muss es sich beim Veräußerer um einen Kaufmann handeln. Umstritten ist, ob hierfür auch der Anschein der Kaufmannsstellung (Scheinkaufmann) genügt. Teilweise wird dies mit dem Argument bejaht, dass der Scheinkaufmann umfassend als Kaufmann zu behandeln sei. Hiergegen wird eingewandt, dass diese Figur den Schutz desjenigen bezwecke, der mit dem Scheinkaufmann rechtsgeschäftlich handelt. Die Nachteile des Rechtsscheins sollen daher den Scheinkaufmann treffen. Bei § 366 HGB trüge jedoch nicht der Scheinkaufmann, sondern der unbeteiligte Eigentümer den Nachteil, was ungerecht wäre.
Da die Norm auf dem Gutglaubenserwerb des BGB aufbaut, erfordert sie ferner das Vorliegen eines Gutglaubenstatbestands der § 932, § 933 oder § 934 BGB: Eine Einigung sowie eine Übergabe beziehungsweise die Abtretung eines Herausgabeanspruchs. Entbehrlich ist deren Tatbestandsmerkmal des guten Glaubens bezüglich der Eigentümerstellung. Weiterhin darf der Gutglaubenserwerb nicht durch die Ausnahmeregelung des § 935 Abs. 1 BGB oder eine gesetzliche Verfügungsbeschränkung (beispielsweise § 81 der Insolvenzordnung) ausgeschlossen sein. Schließlich muss der Erwerber gutgläubig in Bezug auf die Verfügungsbefugnis des Veräußerers sein.
Nach ihrem Wortlaut hilft die Norm nur über das Fehlen der Verfügungsbefugnis hinweg. Dies macht es erforderlich, dass der Veräußerer in eigenem Namen auftritt. Spiegelt er dagegen vor, Stellvertreter zu sein, kann sich der gute Glaube des Erwerbers allenfalls auf die Vertretungsbefugnis beziehen, da der Veräußerer offenlegt, dass er für einen anderen handelt, also nicht selbst verfügt. Das Fehlen der Vertretungsbefugnis wird durch § 366 Abs. 1 HGB nicht überwunden, sodass ein gutgläubiger Erwerb ausscheidet. Die vorherrschende Auffassung hält dieses Ergebnis für unbefriedigend, da es für den Erwerber nur einen geringen Unterschied mache, ob eine Person beispielsweise als Kommissionär (Handeln in eigenem Namen) oder als Prokurist (Handeln in fremdem Namen), auftritt. Daher wendet sie die Norm analog auf Fälle der fehlenden Vertretungsbefugnis an.

##### Gutgläubiger lastenfreier Erwerb, § 366 Abs. 2 HGB
§ 366 Abs. 2 HGB knüpft an den gutgläubigen Erwerb vom Kaufmann an und regelt den Fall, dass die zu erwerbende Sache mit einem Recht eines Dritten belastet ist. Hierfür kommen beispielsweise der Nießbrauch, das Pfandrecht und das Anwartschaftsrecht in Betracht. Weiß der Erwerber um dieses Recht, hält er den Veräußerer aber trotz dieses Rechts für befugt, über die Sache zu verfügen, erwirbt er die Sache frei von dem Recht des Dritten. Diese Norm baut auf § 936 Abs. 1 BGB auf, der den gutgläubigen lastenfreien Erwerb einer Sache vorsieht, wenn der Erwerber davon ausgeht, dass eine Last nicht besteht.

##### Beweislastumkehr bezüglich der Gutgläubigkeit, § 367 HGB
§ 367 HGB erschwert den gutgläubigen Erwerb, wenn es sich beim Kaufgegenstand um Inhaberpapiere handelt. Hierbei handelt es sich um Wertpapiere, deren Inhaber das verbriefte Recht geltend machen kann. Nach § 935 Abs. 2 BGB können solche Papiere sowie Geld selbst dann gutgläubig erworben werden, wenn der frühere Besitzer seinen unmittelbaren Besitz unfreiwillig verloren hat, beispielsweise durch Diebstahl. Diese Regelung stellt eine Ausnahme zum Grundsatz des § 935 Abs. 1 BGB dar, der den gutgläubigen Erwerb in solchen Fällen ausschließt, um den Eigentümer zu schützen. Der Grund für die Ausnahme bei Geld und Inhaberpapieren liegt in dem großen Interesse der Öffentlichkeit an der Zirkulationsfähigkeit dieser Gegenstände. § 367 Abs. 1 S. 1 HGB schützt das Interesse des Eigentümers, in dem er die Bösgläubigkeit des Erwerbers fingiert: Nach der Regelung des BGB muss der frühere Eigentümer die Bösgläubigkeit des Erwerbers im Prozess nachweisen. Die handelsrechtliche Norm nimmt eine Beweislastumkehr vor, sodass der Erwerber vor Gericht seinen guten Glauben nachweisen muss.

##### Gutgläubiger Erwerb eines Pfandrechts, § 366 Abs. 3 HGB
§ 366 Abs. 3 HGB ermöglicht den gutgläubigen Erwerb ausgewählter Pfandrechte, die kraft Gesetzes entstehen: das Pfandrecht des Kommissionärs, des Frachtführers, des Verfrachters, des Spediteurs und des Lagerhalters. Zwar erlaubt auch das BGB in § 1207 BGB den gutgläubigen Erwerb eines Pfandrechts, dies gilt jedoch nur für vertragliche Pfandrechte. Eine analoge Anwendung der Norm auf gesetzliche Pfandrechte wird von der vorherrschenden Meinung unter Berufung auf den Wortlaut des einschlägigen § 1257 BGB abgelehnt. Zweck der handelsrechtlichen Regelung ist der Schutz der kaufmännischen Pfandrechtsinhaber, da diese darauf vertrauen können sollen, dass die Ware, an der sie Besitz erlangt haben, ihnen im Notfall als Sicherheit dient.

#### Zurückbehaltungsrecht
Das Handelsgesetzbuch enthält in § 369 Abs. 1 S. 1 HGB ein besonderes Zurückbehaltungsrecht für Kaufleute. Dieses ist gegenüber dem allgemeinen Zurückbehaltungsrecht des § 273 BGB an weniger Voraussetzungen gebunden und erlaubt dem Kaufmann die eigenständige Verwertung des Vertragsgegenstands.
Das kaufmännische Zurückbehaltungsrecht erfordert ein beiderseitiges Handelsgeschäft. Anstelle eines Kaufmanns kann aber auch ein Scheinkaufmann beteiligt sein. Weiterhin muss der Kaufmann, der das Zurückbehaltungsrecht geltend machen will, Inhaber einer fälligen Forderung gegen den anderen sein. Diese Forderung muss aus einem Vertrag zwischen beiden resultieren. Bei dem zurückzubehaltenden Gegenstand muss es sich um eine verpfändbare bewegliche Sache oder um ein Wertpapier handeln. Ferner muss die Sache im Eigentum des Vertragspartners stehen. Weiterhin muss der Gläubiger den Besitz an der Sache mit Willen seines Schuldners erlangt haben.
Liegen die Voraussetzungen des kaufmännischen Zurückbehaltungsrechts vor, kann der Gläubiger die Herausgabe der Ware an den Schuldner verweigern, bis dieser seine Schuld erbringt. Darüber hinaus gibt § 371 Abs. 1 S. 1 HGB dem Gläubiger das Recht, die Sache selbst zu verwerten und den hieraus resultierenden Erlös in Höhe der eigenen Forderung zu behalten. Die Verwertung erfolgt nach § 371 Abs. 1 S. 1 HGB wie die Verwertung einer Pfandsache. § 371 Abs. 3 HGB erschwert diese Verwertung allerdings durch das Erfordernis eines Vollstreckungstitels. Ferner gewährt das Zurückbehaltungsrecht nach § 51 Nr. 3 der Insolvenzordnung ein Recht auf abgesonderte Befriedigung. Schließlich stellt das Zurückbehaltungsrecht ein Recht zum Besitz im Sinne von § 986 BGB dar.
Das Zurückbehaltungsrecht wirkt nach § 369 Abs. 2 HGB auch gegenüber Dritten, an die der Schuldner die Ware übereignet hat. § 372 Abs. 1 HGB gibt dem Gläubiger in einem solchen Fall aber auch die Möglichkeit, vom Schuldner erfolgreich die Duldung der Befriedigung einzuklagen, falls er von dem Eigentumswechsel nicht weiß. § 372 Abs. 2 HGB enthält eine Rechtskrafterstreckung: Ein Urteil gegen den Schuldner auf Duldung der Befriedigung aus der zurückbehaltenen Sache wirkt auch gegenüber dem neuen Eigentümer der Sache, falls dem Gläubiger der Eigentümerwechsel bei Eintritt der Rechtshängigkeit nicht bekannt war.

### Handelskauf, §§ 373–382 HGB
Ein Handelskauf ist ein Kaufvertrag über eine Sache, der für mindestens eine der beteiligten Parteien ein Handelsgeschäft ist. Die Regeln des Handelskaufs finden auch auf den Tauschvertrag Anwendung, da sich dieser nach Kaufrecht richtet. § 381 HGB ordnet außerdem an, dass die Vorschriften des Handelskaufs auf den Kauf von Wertpapieren sowie auf Werklieferungsverträge Anwendung finden.
Im Grundsatz werden solche Verträge nach den Vorschriften des BGB abgewickelt. Das HGB enthält allerdings einige von den Vorgaben des BGB abweichende Bestimmungen, die auf den Handelsverkehr zugeschnitten sind: § 373 HGB und § 374 HGB erweitern die Möglichkeiten des Schuldners, wenn sich der Gläubiger im Annahmeverzug befindet. In solchen Fällen kann der Schuldner die Ware an einer geeigneten Stelle hinterlegen. Er darf sie außerdem versteigern lassen und dem Gläubiger den Erlös hinterlegen. Der in § 375 HGB geregelte Bestimmungskauf stellt ein Kaufvertrag dar, deren Gegenstand eine Sache ist, deren genauen Eigenschaften erst nach Vertragsschluss festgelegt werden. § 376 HGB regelt ein spezielles relatives Fixgeschäft, den Fixhandelskauf. In den § 377 und § 379 HGB ist die kaufmännische Rügeobliegenheit geregelt, die einem Kaufmann die Gewährleistungsrechte verwehrt, wenn er einen Sachmangel zu spät beanstandet.

### Kommissionsgeschäft, §§ 383–406 HGB
Ein Kommissionsgeschäft ist eine besondere Form des Kaufs. Es zeichnet sich dadurch aus, dass sich eine Person, die als Kommittent bezeichnet wird, trotz eigenen Interesses am Abschluss eines Vertrags nicht als Vertragspartei zu erkennen geben will. Aus diesem Grund beauftragt sie eine andere Person, den sogenannten Kommissionär damit, den Kaufvertrag in eigenem Namen aber nach den Weisungen des Kommittenten abzuschließen. Die Identität des Hintermanns legt der Kommissionär hierbei nicht offen. Von Bedeutung ist das Kommissionsgeschäft insbesondere im Kunst-, Antiquitäten und Weinhandel sowie im Wertpapierhandel.

### Frachtgeschäft, §§ 407–452d HGB
Das Frachtgeschäft ist im vierten Abschnitt des vierten Buchs des HGB geregelt und stellt einen Sonderfall des im BGB geregelten Werkvertrags dar. Durch ihn verpflichtet sich eine Partei, die als Frachtführer bezeichnet wird, ein Frachtgut zu transportieren und an einen Empfänger abzuliefern.

### Speditionsgeschäft, §§ 453–466 HGB
Gegenstand des im fünften Abschnitt des Buchs über die Handelsgeschäfte geregelten Speditionsgeschäfts ist die Organisation der Beförderung einer Ware. Während sich das Frachtgeschäft auf die Durchführung der Warenbeförderung beschränkt, zählt es zu den Aufgaben des Spediteurs, die Logistik der Warenbeförderung zu planen. Hierzu zählt beispielsweise die Auswahl und Beauftragung des Unternehmers, der den Transport ausführen soll. Der Spediteur nimmt daher in der Regel eine Vermittlerstellung zwischen dem Versender der zu befördernden Ware und dem Transporteur. Das Speditionsgeschäft stellt damit einen Unterfall des bürgerlich-rechtlichen Geschäftsbesorgungsvertrags dar.

### Lagergeschäft, §§ 467–475h HGB
Das Lagerschäft ist eine Form des im BGB geregelten Verwahrungsvertrags, durch den sich ein Lagerhalter gegen ein Entgelt dazu verpflichtet, eine lagerfähige Sache in Obhut zu nehmen und an einem geeigneten Ort unterzubringen. Von großer Bedeutung ist das Lagergeschäft, wenn Waren zwischen einzelnen Etappen der Beförderung und Verwertung zwischengelagert werden müssen, was oft im internationalen Handelsverkehr der Fall ist.